# Casa poetului Petru Zadnipru
Casa poetului Petru Zadnipru este un monument istoric de însemnătate națională din orașul Chișinău. Conform Registrului monumentelor Republicii Moldova ocrotite de stat, a fost ridicată în anii 1950.